# McLaren-Report

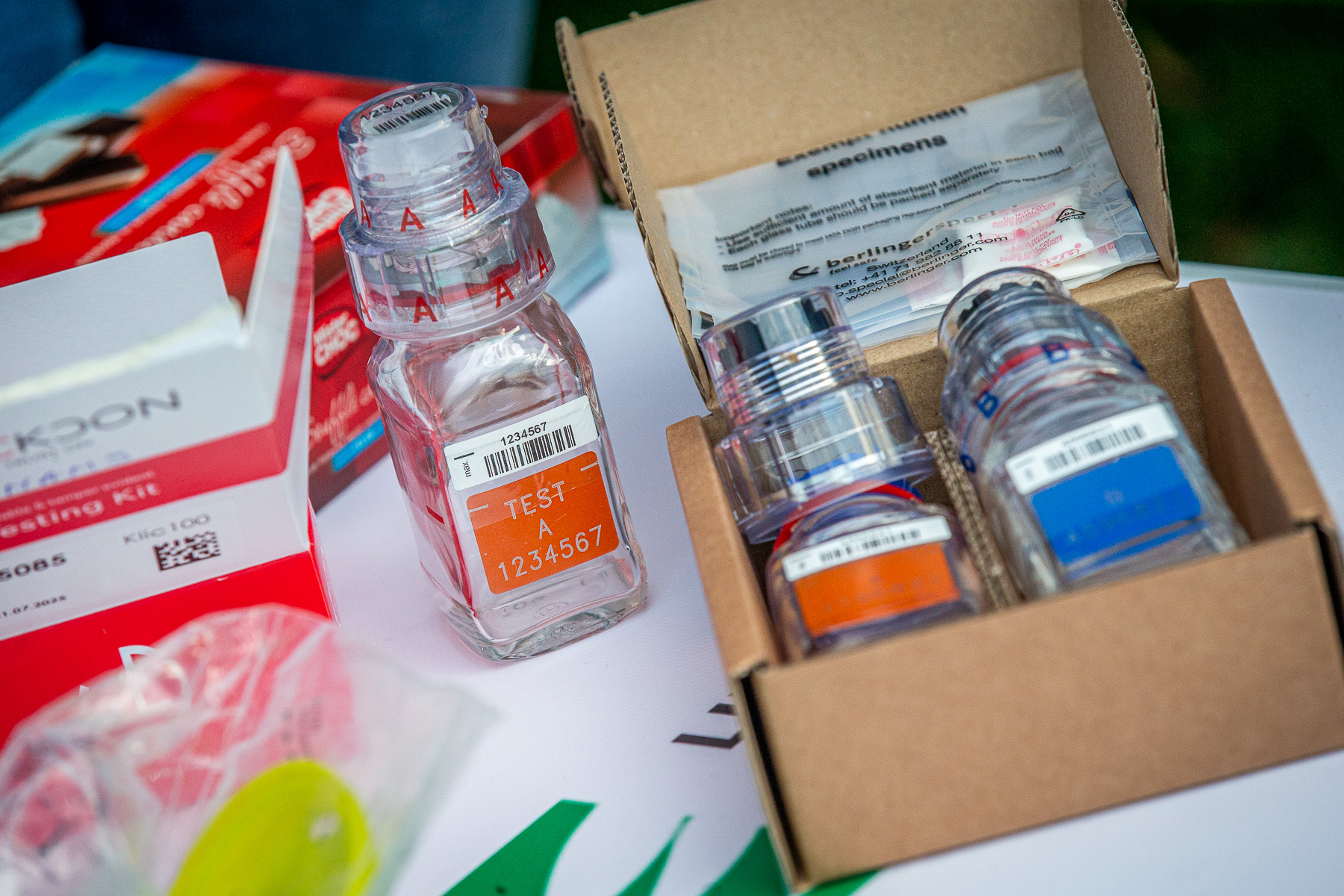
Anti-Doping-Sicherheitsflaschen

Als McLaren-Report wird ein im Auftrag der Welt-Anti-Doping-Agentur (WADA) veröffentlichter Untersuchungsbericht über ein System von Staatsdoping in Russland von 2011 bis 2016 bezeichnet. Dieser ist nach dem Chefermittler Richard McLaren benannt. Ein erster Bericht (McLaren Investigation Report Part I) wurde im Juli 2016, ein zweiter (McLaren Investigation Report Part II) im Dezember 2016 veröffentlicht.

## Entstehungsgeschichte
Russland hatte als Gastgeber die Olympischen Winterspiele 2014 in Sotschi ausgerichtet und dabei den ersten Platz im Medaillenspiegel belegt. Rund zehn Monate später sendete die ARD am 3. Dezember 2014 einen Dokumentationsfilm von Hajo Seppelt mit dem Titel Geheimsache Doping – Wie Russland seine Sieger macht, in dem erste Indizien über staatlich praktiziertes Doping in Russland bekannt wurden. Erkenntnisse wurden unter anderem von der russischen Mittelstreckenläuferin Julija Stepanowa in den Film eingebracht, die danach aus Russland floh und später wegen ihrer Teilnahme an dem Dopingsystem nicht an den Olympischen Spielen teilnehmen durfte. Die Welt-Anti-Doping-Agentur (WADA) setzte nach der Ausstrahlung der Dokumentation am 16. Dezember 2014 eine Untersuchungskommission unter der Leitung von Richard Pound ein, der neben dem Deutschen Kriminalbeamten Günter Younger auch Richard McLaren angehörte. Im November 2015 wurden erste Ergebnisse bekannt, darunter die Verwicklungen des russischen Leichtathletikverbandes (ARAF) in die Dopingpraktiken. Der Verband wurde vom Leichtathletik-Weltverband (IAAF) suspendiert, was auch den Ausschluss der russischen Leichtathleten von den Olympischen Sommerspielen 2016 bedeutete. Die russische Anti-Doping-Agentur (RUSADA) und das betroffene Moskauer Antidoping-Labor wurden ebenfalls sanktioniert.
In einem zweiten Bericht der Untersuchungskommission am 14. Januar 2016 wurde die Rolle des Leichtathletik-Weltverbandes unter der Leitung von Lamine Diack beleuchtet. Diack hatte bereits 2015 die Leitung über den Verband wegen Anschuldigungen im Zusammenhang mit den Dopingpraktiken verloren. Eine weitere TV-Dokumentation im WDR enthüllte am 6. März 2016 neue Erkenntnisse.
Der eigentliche „McLaren-Report“ wurde im Mai 2016 von der WADA bei Richard McLaren angefordert. Grigori Rodtschenkow, ehemaliger Leiter des Moskauer Antidoping-Labors, bestätigte in der New York Times Vertuschungspraktiken in seinem Labor in Zusammenarbeit mit RUSADA. Davon sollen auch 14 russische Medaillengewinner der Winterspiele von Sotschi betroffen sein. Beauftragt von der WADA fertigte Richard McLaren daraufhin als Chefermittler den 97-seitigen Untersuchungsbericht an und veröffentlichte ihn am 18. Juli 2016, nur ca. drei Wochen vor den Olympischen Sommerspielen 2016. Der Untersuchungsbericht führt Belege für die systematische Verwicklung von staatlichen Stellen in organisiertes Doping auf. Auch eine Beteiligung des russischen Inland-Geheimdienstes FSB wurde nachgewiesen.

## Erster McLaren-Report

### Erkenntnisse des Berichtes
- Im Moskauer Antidoping-Labor wurden unter Einflussnahme staatlicher Stellen systematisch Dopingproben russischer Athleten zum Schutze vor positiven Tests manipuliert. Weil die positiven Proben durch unverdächtige ausgetauscht wurden (und diese dann regelkonform geprüft wurden), konnten die Athleten Dopingmittel einnehmen, die sonst von den gängigen Methoden aufgespürt worden wären. Dazu wurde auch eine Methode entwickelt, um die angeblich manipulationssicheren, eigentlich nur einmal verschließbaren Proben-Behälter zu öffnen, mit einer unverdächtigen Probe zu befüllen, und nochmals zu verschließen.
- Am Antidoping-Labor in Sotschi wurde eine Methodik eingesetzt, die gedopten russischen Athleten die Teilnahme an den Olympischen Spielen ermöglichte.
- Das von Witali Mutko geführte russische Sportministerium leitete und steuerte die Manipulationsvorgänge unter aktiver Teilnahme des Geheimdienstes FSB, von CSP („Center of Sports Preparation of National Teams of Russia“) und den beiden Antidoping-Labors in Moskau und Sotschi.

### Folgen
McLaren verzichtete auf eine Empfehlung zum Umgang mit russischen Sportlern bei den Olympischen Sommerspielen 2016, setzte mit dem Bericht aber das Internationale Olympische Komitee unter der Leitung von Thomas Bach unter Druck. Der Ausschluss der Leichtathleten war derweil beim Internationalen Sportgerichtshof (CAS) gelandet, eine Entscheidung war für den 21. Juli 2016 geplant. Das IOC um Bach wartete daher zunächst die CAS-Entscheidung ab. Nachdem der Ausschluss der Leichtathleten vom CAS bestätigt wurde, delegierte das IOC die Entscheidung über die russischen Athleten anderer Sportarten an die internationalen Spitzenverbände der betreffenden Sportarten weiter und machte dabei Vorgaben, nach welchen Kriterien eine Teilnahme nicht erlaubt werden sollte. 111 russische Sportler (inklusive der 67 nicht einzeln geprüften Leichtathleten) wurden daraufhin von den Spitzenverbänden aus der russischen Olympiamannschaft verbannt. 278 Sportler wurden zugelassen, z. T. erst in letzter Minute, nachdem das CAS eine Vorgabe des IOC, wonach auch russische Sportler auszuschließen seien, welche früher schon einmal wegen Dopings gesperrt gewesen waren, als rückwirkende Strafverschärfung für Unrecht befunden hatte.
Das Internationale Paralympische Komitee hat daraufhin die gesamte russische Mannschaft von den Paralympischen Sommerspielen 2016 ausgeschlossen. Der damalige Sportminister Witali Mutko kündigte an, juristisch gegen die Entscheidung des IPC vorzugehen.

## Zweiter McLaren-Report

### Erkenntnisse des Berichts
Am 9. Dezember 2016 wurde der zweite McLaren-Report für die Welt-Anti-Doping-Agentur veröffentlicht. Dieser geht davon aus, dass mehr als 1000 russische Athleten selbst gedopt oder von der systematischen Doping-Verschleierung des Staates profitiert haben. Außerdem habe es eine vom russischen Sportministerium gesteuerte „institutionelle Verschwörung“ gegeben. Betroffen seien neben den Olympischen Winterspielen in Sotschi u. a. die Olympischen Sommerspiele 2012 in London und die Leichtathletik-Weltmeisterschaften 2013 in Moskau. Die Ermittler stützen ihre Erkenntnisse auf Interviews mit Zeugen und die Auswertung von Datensätzen, E-Mails und mehr als 4000 Excel-Dokumente.
Russland wies die Vorwürfe zum Teil als politisch motiviert zurück.

### Folgen
Das Internationale Olympische Komitee plante, alle Proben von russischen Athleten der Olympischen Spiele in London und Olympischen Winterspiele in Sotschi nachtesten zu lassen. Auch mehrten sich Forderungen, Russland von allen weiteren Wettbewerben auszuschließen.
Am 13. Dezember 2016 beschloss der dafür zuständige Weltverband IBSF, die ursprünglich für Februar 2017 an die russische Stadt Sotschi vergebene kombinierte Bob- und Skeletonweltmeisterschaft an einem anderen Ort stattfinden zu lassen.